# I'm a Mess
"I'm a Mess" é uma canção gravada pelo músico inglês Ed Sheeran para o seu segundo álbum de estúdio, intitulado ×. Co-composta pelo próprio e igualmente produzida e arranjada por Jake Gosling, um colaborador frequente, estreou na tabela musical de canções do Reino Unido dentro das oitenta melhores posições, mais tarde subindo para as cinquenta melhores devido a um forte registo de vendas em plataformas digitais aquando do lançamento inicial do álbum.

## Créditos e pessoal
Os créditos seguintes foram adaptados do encarte do álbum × (2014):
Locais de gravação
- Gravada nos Estúdios Sticky em Windlesham, Surrey, Inglaterra
- Misturada no estúdio Mixsuite UK
- Masterizada no Metropolis Mastering em Londres, Inglaterra

Pessoal
- Composição: Ed Sheeran
- Produção musical: Jake Gosling
- Engenharia acústica: Jake Gosling, Geoff Swan
- Edição vocal: William Hicks
- Mistura: Mark "Spike" Stent
- Masterização: Stuart Hawkos
- Programação e instrumentação: Ed Sheeran, Chris Leonard, Jake Gosling
- Vocais adicionais: William Hicks

## Desempenho nas tabelas musicais
| País — Tabela musical (2014)                       | Posição de pico |
| -------------------------------------------------- | --------------- |
| Irlanda — Singles Top 50 (IRMA)                    | 62              |
| Suécia — Top Singles Top 100 (Sverigetopplistan)   | 60              |
| Reino Unido — Official Singles Chart Top 100 (OCC) | 49              |

Certificações e vendas
| Região — Associação (Vendas)    | Certificação |
| ------------------------------- | ------------ |
| Canadá — Music Canada (40 000)  | Ouro         |
| Dinamarca — FIIF (30 000)       | Ouro         |
| Itália — FIMI (25 000)          | Ouro         |
| Reino Unido — BPI (400 000)     | Ouro         |
| Estados Unidos — RIAA (500 000) | Ouro         |